# Oberdorf (França)
Oberdorf foi uma antiga comuna francesa na região administrativa de Grande Leste, localizada no departamento Alto Reno. Em 2010 a comuna tinha 1 389 habitantes (densidade: 336,3 hab./km²).
Em 1 de janeiro de 2016, foi incorporada à nova comuna de Illtal.